# Изгои (фильм, 1983)
«Изгои» (англ. The Outsiders) — американский кинофильм режиссёра Фрэнсиса Форда Копполы, вышедший на экраны в 1983 году. Экранизация одноименного романа С. Э. Хинтон.

## Сюжет
Маленький городок в штате Оклахома, 1960-е годы. В извечном конфликте противостоят друг другу банды подростков, разделённых по имущественному признаку: в северной части города, где проживают бедные семьи, — «Бриолинщики», а в южной — «Тузы» из благополучных семей. Однажды в летнем кинотеатре юные «бриолинщики» Понибой и Джонни познакомились с девушками из южной части города. Желая проучить наглецов, группа «тузов» поздней ночью выследила и напала на Понибоя и Джонни. Защищая друга, Джонни убивает одного из нападавших. Теперь друзьям приходится отправиться в бега…

## В ролях
- С. Томас Хауэлл — Понибой Кёртис
- Мэтт Диллон — Даллас Уинстон
- Ральф Мачио — Джонни Кейд
- Патрик Суэйзи — Дэррел Кёртис
- Дайан Лейн — Черри Вэланс
- Роб Лоу — Содапоп Кёртис
- Эмилио Эстевес — «Ту-бит» Мэттьюз
- Том Круз — Стив Рэндл
- Лейф Гэрретт — Боб Шелдон
- Гленн Уитроу — Тим Шепард
- Том Уэйтс — Бак Меррилл
- София Коппола — маленькая девочка
- С. Э. Хинтон — медсестра
- Мишель Мейринк — Марша

## Саундтрек
Кроме музыки к фильму, написанной отцом режиссёра Кармайн Копполой, в фильме звучат следующие композиции:
| Композиция                   | Автор                          | Исполнитель     |
| ---------------------------- | ------------------------------ | --------------- |
| «Stay Gold»                  | Кармайн Коппола и Стиви Уандер | Стиви Уандер    |
| «Gloria»                     | Ван Моррисон                   | Ван Моррисон    |
| «Loveless Motel»             |                                | R.C. Bannon     |
| «Jack Daniels If You Please» |                                | Дэвид Аллан Коу |
| «Out of Limits»              | Майкл Гордон                   | The Marketts    |
| «Mystery Train»              | Джуниор Паркер и Сэм Филлипс   | Элвис Пресли    |